# Emmeline Pankhurst

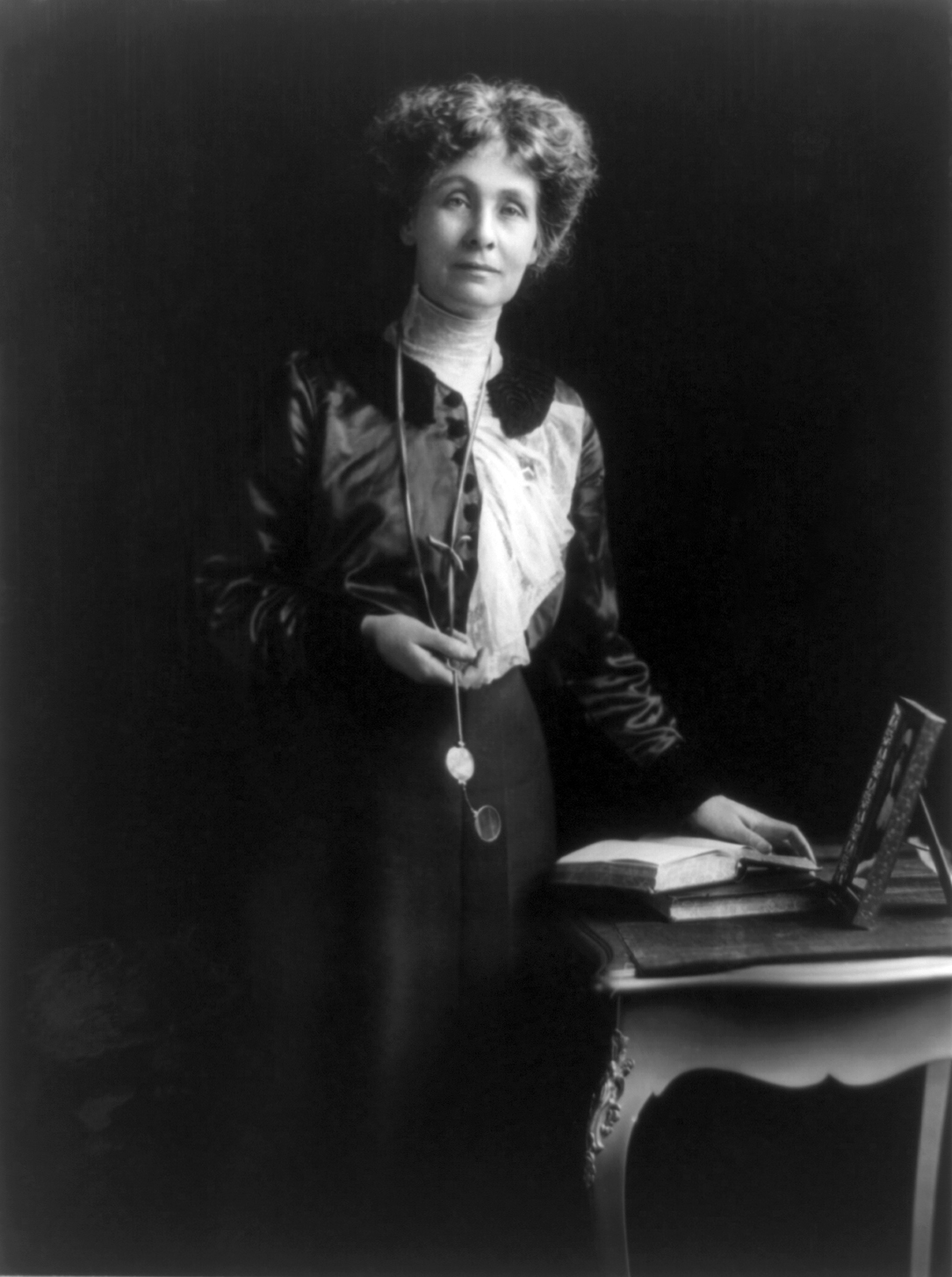
Emmeline Pankhurst (c. 1913).

Emmeline Pankhurst, född Goulden den 15 juli 1858 i Manchester, död 14 juni 1928 i London, var en brittisk politisk aktivist och ledare för suffragettrörelsen som kämpade för kvinnors rösträtt. Fastän hon erhöll mycket kritik för sina militanta metoder, erkänns hennes arbete som avgörande för att kvinnlig rösträtt kom att införas i Storbritannien. 
Pankhurst föddes och växte upp i Manchester. Hennes föräldrar var politiskt aktiva och hon introducerades i tidiga år till rörelsen för kvinnors rösträtt. Fastän hennes föräldrar uppmuntrade henne att förbereda sig för ett liv som maka och mor, gick hon i École Normale de Neuilly i Paris. År 1878 gifte hon sig med Richard Pankhurst, en advokat som var känd för att stödja rösträtt för kvinnor. De fick fem barn under de kommande tio åren. Han stödde också hennes aktiviteter utanför hemmet och hon blev snabbt involverad i Women’s Franchise League, som förespråkade rösträtt för kvinnor. När den organisationen splittrades gick hon med i det vänsterinriktade Independent Labour Party på grund av sin vänskap med socialisten Keir Hardie. Hon arbetade också som ledamot av en fattigvårdsstyrelse och förskräcktes av de stränga förhållandena i arbetshusen i Manchester. 
Efter att hennes make dött 1898, grundade Pankhurst en organisation för kamp för kvinnlig rösträtt, med enbart kvinnor som medlemmar och inriktad på "handlingar, inte ord" ("deeds, not words"). Tillsammans med bland andra sina döttrar Christabel och Sylvia, bildade Emmeline Pankhurst Women’s Social and Political Union (WSPU) 10 oktober 1903. WSPU ställde sig vid sidan av – och ofta i opposition mot – politiska partier. Gruppen blev snabbt ökänd när dess medlemmar krossade fönster och attackerade poliser. Pankhurst, hennes döttrar och andra WSPU-aktivister dömdes till upprepade fängelsestraff, där de genomförde hungerstrejker för att säkra bättre villkor. Då Pankhursts äldsta dotter Christabel tog ledningen för WSPU, växte motsättningen mellan gruppen och regeringen. Med tiden blev mordbrand en vanlig taktik bland WSPU:s medlemmar och mer måttfulla organisationer tog avstånd från familjen Pankhurst. År 1913 lämnade flera framträdande personer WSPU, däribland Pankhursts döttrar Adela och Sylvia. Familjesprickan läktes aldrig. 
När första världskriget inleddes krävde Pankhurst och Christabel ett omedelbart stopp för militant rösträttsaktivism, för att stödja den brittiska regeringen mot den "tyska faran". De uppmanade kvinnor att hjälpa till i industriproduktionen och uppmuntrade unga män att gå ut i krig. År 1917 omskapade Pankhurst WSPU till The Women’s Party, som syftade till att främja kvinnors jämlikhet i det offentliga livet, och 1918 gavs kvinnor över 30 års ålder rösträtt. Under hennes senare år blev hon orolig för vad hon uppfattade som hotet från bolsjevismen, och missnöjd med de politiska alternativen gick hon med i Konservativa partiet. Hon dog 1928 och hedrades två år senare med en staty i Victoria Tower Gardens.

## Biografi

### Familj och födelse

Pankhurst kände en anknytning till stormningen av Bastiljen, avbildad här på en målning från 1789 av Jean-Pierre-Louis-Laurent Houel, eftersom hon trodde att hennes födelsedag var den 14 juli.

Emmeline Goulden föddes den 15 juli 1858 i Manchesterförorten Moss Side. Fastän hennes födelsecertifikat anger något annat, ansåg hon att hennes födelse skedde en dag tidigare, på Frankrikes nationaldag. De flesta biografier – däribland de som skrevs av hennes döttrar – upprepade detta påstående. Hon kände en släktskap med de kvinnliga revolutionärer som stormade Bastiljen och sade 1908: "Jag har alltid tänkt att det faktum att jag föddes på den dagen hade någon sorts inflytande över mitt liv." Anledningen till skiljaktigheten är fortfarande oklar.
Den familj som Emmeline Goulden föddes in i hade genomsyrats av politisk agitation i generationer. Hennes mor, Sophia Jane Craine, härstammade från Isle of Man, och räknade bland sina förfäder män som anklagats för social oro och förtal. Emmeline Gouldens arv från Isle of Man var en möjlig källa till hennes politiska medvetenhet, särskilt som Isle of Man var det första landet som gav kvinnor rösträtt i nationella val, år 1881. Hennes far, Robert Goulden, kom från en anspråkslös handelsfamilj i Manchester med sin egen bakgrund av politisk aktivitet. Hans mor arbetade med Anti-Corn Law League, och Emmeline Gouldens farfar var närvarande vid Peterloomassakern då kavalleri anföll och skingrade en folkmassa som krävde parlamentsreform.
Deras första son dog vid två års ålder, men Emmeline Gouldens föräldrar fick ytterligare tio barn och Emmeline var den äldsta bland fem döttrar. Kort efter hennes födelse flyttade familjen till Seedley, i utkanten av Salford, där hennes far hade medverkat till att bilda ett litet företag. Robert Goulden var aktiv i lokalpolitiken, och satt i flera år i kommunfullmäktige i Salford. Han var också en entusiastisk anhängare av teaterorganisationer, däribland Manchester Athenaeum och Dramatic Reading Society. Han ägde en teater i Salford i flera år, där han spelade huvudrollerna i flera pjäser av William Shakespeare. Emmeline Goulden fångade upp en uppskattning för drama och teater från sin far, och kom senare att använda denna i sin aktivism.

### Barndom
Familjen Goulden inkluderade sina barn i social aktivism. Som en del av rörelsen för att avskaffa slaveriet i USA, välkomnade Robert Goulden den amerikanska abolitionisten Henry Ward Beecher när han besökte Manchester. Sophia Jane Goulden använde romanen Onkel Toms stuga – skriven av Beechers syster, Harriet Beecher Stowe – som regelbunden källa till godnattsagor för deras söner och döttrar. I sin självbiografi My Own Story (1914) åminner sig Emmeline Goulden ett besök på en basar i unga år för att samla in pengar till nyligen frigivna slavar från USA.
Emmeline Goulden började läsa böcker när hon var mycket liten – enligt en källa vid tre års ålder. Hon läste Odyséen vid nio års ålder, och uppskattade John Bunyans verk, särskilt hans berättelse Kristens resa (1678). En annan av hennes favoritböcker var Thomas Carlyles avhandling i tre band The French Revolution: A History. Hon sade senare att verket "under hela mitt liv fortsatte att vara en inspirationskälla".

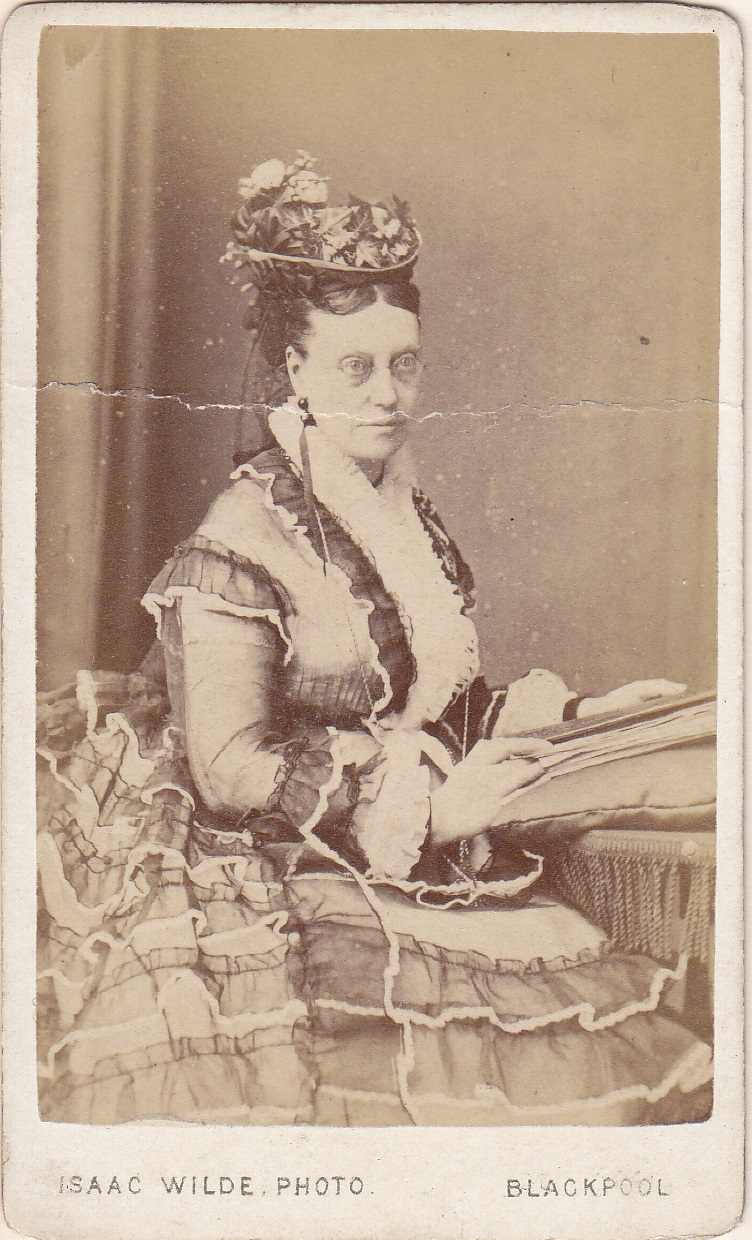
Rösträttsaktivisten Lydia Becker hade tidigt politiskt inflytande på Pankhurst.

Trots hennes ivriga konsumtion av böcker gavs Emmeline Goulden inte de utbildningsförmåner som hennes bröder åtnjöt. Deras föräldrar tyckte att flickor mest behövde lära sig konsten att "göra hemmet trivsamt" och andra kunskaper som önskades av potentiella makar. Paret Goulden överlade omsorgsfullt om framtidsplaner för sina söners utbildning, men de förväntade sig att deras döttrar skulle gifta sig unga och undvika betalt arbete. Fastän de stödde kvinnlig rösträtt och allmän förbättring av kvinnors ställning i samhället, trodde paret Goulden att deras döttrar var oförmögna att uppnå samma mål som deras bröder. När Emmeline Goulden en kväll låtsades sova då hennes far kom in i hennes sovrum hörda hon honom stanna till och säga till sig själv: "Vad synd att hon inte föddes till pojke."
Det var genom hennes föräldrars intresse för kvinnlig rösträtt som Emmeline Goulden först introducerades till ämnet. Hennes mor fick och läste rösträttstidningen Women's Suffrage Journal, och Emmeline Goulden blev fäst vid dess redaktör Lydia Becker. Vid fjorton års ålder återvände hon från skolan en dag och fann sin mor på väg till ett offentligt möte om kvinnors rösträtt. När hon fått reda på att Becker skulle hålla tal insisterade hon på att gå dit. Emmeline Goulden blev förtrollad av Beckers tal och skrev senare: "Jag lämnade mötet som medveten och inbiten rösträttsaktivist."
Ett år senare anlände hon till Paris för att gå i École Normale de Neuilly. Skolan gav sina kvinnliga elever lektioner i kemi och bokföring, förutom traditionellt kvinnliga hantverk som broderi. Hennes rumskamrat var Noémie, dotter till Henri Rochefort, som hade blivit fängslad i Nya Kaledonien för sitt stöd till Pariskommunen. Flickorna berättade för varandra om sina föräldrars politiska bedrifter, och förblev goda vänner i åratal. Emmeline Goulden tyckte så mycket om Noémie och skolan att hon kom tillbaka efter sin examen som "parlour boarder" (inneboende med eget rum) tillsammans med sin syster Mary. Noémie hade gift sig med en schweizisk målare och fann snabbt en lämplig fransk make åt sin engelska vän. När Robert Goulden vägrade betala hemgift för sin dotter, drog dock mannen tillbaka sitt erbjudande om giftermål och Emmeline Goulden åkte olycklig tillbaka till Manchester.

### Giftermål och familj

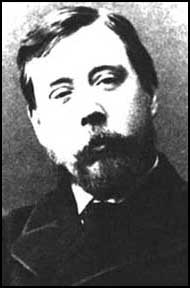
Richard Pankhurst väckte Emmeline Gouldens intresse första gången när hon fick syn på hans "vackra hand" som öppnade dörren till en vagn när han anlände vid ett offentligt möte år 1878.

På hösten 1878, vid 20 års ålder, mötte Emmeline Goulden och började uppvakta Richard Pankhurst, en advokat (barrister) som hade förespråkat kvinnlig rösträtt – och andra frågor, däribland yttrandefrihet och skolreform – i åratal. Richard, som var 44 år gammal när de träffades, hade tidigare beslutat sig för att förbli ungkarl för att bättre tjäna allmänheten. Deras ömsesidiga tillgivenhet var stark, men parets lycka förminskades när hans mor dog följande år. Sophia Jane Goulden skällde ut sin dotter för att hon "kastade sig själv" på Richard, och uppmanade henne utan framgång att visa sig mer reserverad. Emmeline föreslog för Richard att de skulle undvika de juridiska formaliteterna kring äktenskap genom att ingå en "fri förening". Han invände med motiveringen att hon skulle bli utesluten ur det politiska livet som ogift kvinna. Han noterade att hans kollega Elizabeth Wolstenholme Elmy hade mötts av socialt fördömande innan hon formaliserade sitt äktenskap med Ben Elmy. Emmeline Goulden höll med, och de gifte sig i Eccles den 18 december 1879.
Under 1880-talet bodde Emmeline Pankhurst i Gouldens stuga med sina föräldrar i Seedley och tog hand om sin man och sina barn, men ägnade fortfarande tid åt politisk verksamhet. Fastän hon födde fem barn på tio år ansåg både hon och Richard att hon inte borde vara "en hushållsmaskin". Därför anställdes en tjänare för att hjälpa till med barnen medan Pankhurst ägnade sig åt Women's Suffrage Society. Deras dotter Christabel föddes den 22 oktober 1880, mindre än ett år efter bröllopet. Pankhurst födde ytterligare en dotter, Estelle Sylvia, 1882, och deras son Francis Henry, kallad Frank, 1884. Strax därefter lämnade Richard Pankhurst Liberala partiet, efter att en förmögen grupp proimperialistiska medlemmar tagit makten. Han började uttrycka mer radikala socialistiska åsikter, och drev ett fall i domstol mot flera rika affärsmän. Dessa handlingar väckte Robert Gouldens ilska, och stämningen i huset blev spänd. År 1885 flyttade paret Pankhurst till Chorlton-on-Medlock, och deras dotter Adela föddes. De flyttade till London året därpå. I London kandiderade Richard utan framgång till parlamentet och Pankhurst öppnade en liten tygaffär med namnet Emerson and Company.
År 1888 blev Francis sjuk i difteri och dog den 11 september. Pankhurst överväldigades av sorg och beställde två porträtt av den döda pojken, men klarade inte av att se dem och gömde dem i ett skåp i sovrummet. Familjen insåg snart att ett bristfälligt avloppssystem på baksidan av deras hus hade orsakat sonens sjukdom. Pankhurst lade skulden på de fattiga förhållandena i området, och familjen flyttade till ett mer välbärgat medelklassområde vid Russell Square. Hon blev snart gravid en gång till, och förklarade att barnet var "Frank som kommer igen". Hon födde en son den 7 juli 1889 och gav honom namnet Henry Francis till hans döda brors ära.
Pankhurst gjorde deras hem vid Russell Square till ett centrum för politiska möten och sociala sammankomster, som drog till sig aktivister av många sorter. Hon hade nöje av att inreda huset – särskilt med möbler från Asien – och att klä familjen i smakfulla kläder. Hennes dotter Sylvia skrev senare: "Skönhet och lämplighet i hennes klädsel och hushållets inredning tycktes henne alltid vara en oumbärlig inramning för offentligt arbete." Paret Pankhurst tog emot många olika gäster, däribland den amerikanska abolitionisten William Lloyd Garrison, den indiska parlamentsledamoten Dadabhai Naoroji, de socialistiska aktivisterna Herbert Burrows och Annie Besant, samt den franska anarkisten Louise Michel.

### Women's Franchise League

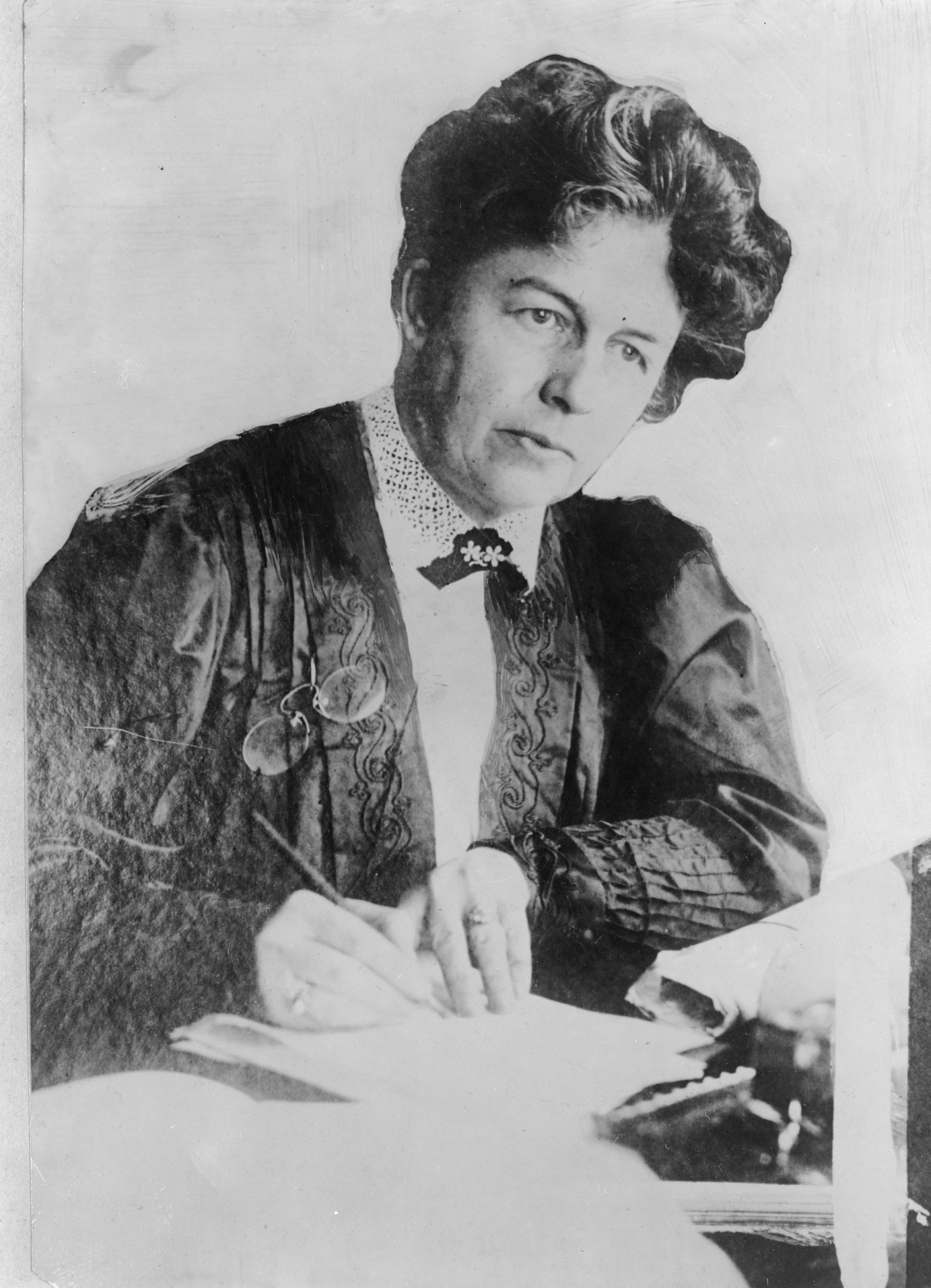
Harriot Eaton Stanton Blatch, dotter till den amerikanska rösträttsaktivisten Elizabeth Cady Stanton, blev vän med Pankhurst genom deras arbete i Women's Franchise League.

År 1888 splittrades National Society for Women's Suffrage (NSWS), Storbritanniens första landsomfattande samling av grupper som förespråkade kvinnlig rösträtt, efter att en majoritet medlemmar beslöt att ta med organisationer med anknytning till politiska partier. Några av gruppens ledare, däribland Lydia Becker och Millicent Fawcett, var ilskna över detta beslut, stormade ut från mötet och skapade en alternativ organisation som höll fast vid de "gamla reglerna", med namnet Great College Street Society efter platsen för dess högkvarter. Pankhurst anslöt sig till gruppen med de "nya reglerna", som blev känd som Parliament Street Society (PSS). Några medlemmar av PSS förordade ett gradvis tillvägagångssätt till att vinna rösträtt. Eftersom det ofta antogs att gifta kvinnor inte behövde rösträtten för att deras män "röstade åt dem", ansåg vissa medlemmar av PSS att rösträtt för ensamstående kvinnor och änkor var ett praktiskt steg på vägen till fullständig rösträtt. När det blev tydligt att det fanns en tveksamhet inom PSS om att förespråka rösträtt för gifta kvinnor, medverkade Pankhurst och hennes make till att organisera en annan ny grupp ägnad åt rösträtt för alla kvinnor – gifta och ogifta.
Invigningsmötet för Women's Franchise League (WFL) hölls den 25 juli 1889 i Pankhursts hem vid Russell Square. William Lloyd Garrison talade vid mötet och varnade åhörarna att abolitioniströrelsen i USA hade hämmats av personer som förespråkade måttfullhet och tålamod. Bland de tidiga medlemmarna av WFL fanns Josephine Butler, ledaren för Ladies National Association for the Repeal of the Contagious Diseases Acts, paret Pankhursts vän Elizabeth Wolstenholme Elmy och Harriot Eaton Stanton Blatch, dotter till den amerikanska rösträttsaktivisten Elizabeth Cady Stanton.
WFL ansågs som en radikal organisation, eftersom den förutom kvinnlig rösträtt även stödde lika rättigheter för kvinnor på områdena skilsmässa och arv. Den förespråkade dessutom fackföreningsverksamhet och sökte allianser med socialistiska organisationer. Den mer konservativa gruppen som uppstod ur splittringen av NSWS tog avstånd från vad de kallade rörelsens "extrema vänsterflygel". WFL reagerade genom att förlöjliga "The Spinster Suffrage party" ("nuckornas rösträttsparti") och insisterade på att ett bredare angrepp mot social ojämlikhet krävdes. Gruppens radikalism fick några medlemmar att utträda. När paret Pankhurst avbröt ett offentligt möte organiserat av Lydia Becker 1892 lämnade både Blatch och Elmy WFL. Gruppen föll isär ett år senare.

### Independent Labour Party
Pankhursts affär fick aldrig någon framgång, och Richard hade svårt att få arbeten i London. När familjens ekonomi var i fara reste Richard regelbundet till nordvästra England, där de flesta av hans klienter fanns. År 1893 stängde paret Pankhurst affären och återvände till Manchester. De bodde i flera månader i kuststaden Southport, flyttade sedan kortvarigt till byn Disley, och slog sig slutligen ned i ett hus i Victoria Park i Manchester. Flickorna skrevs in i Manchester Girls High School, där de kände sig instängda av den stora mängden elever och det strikt disciplinerade schemat.

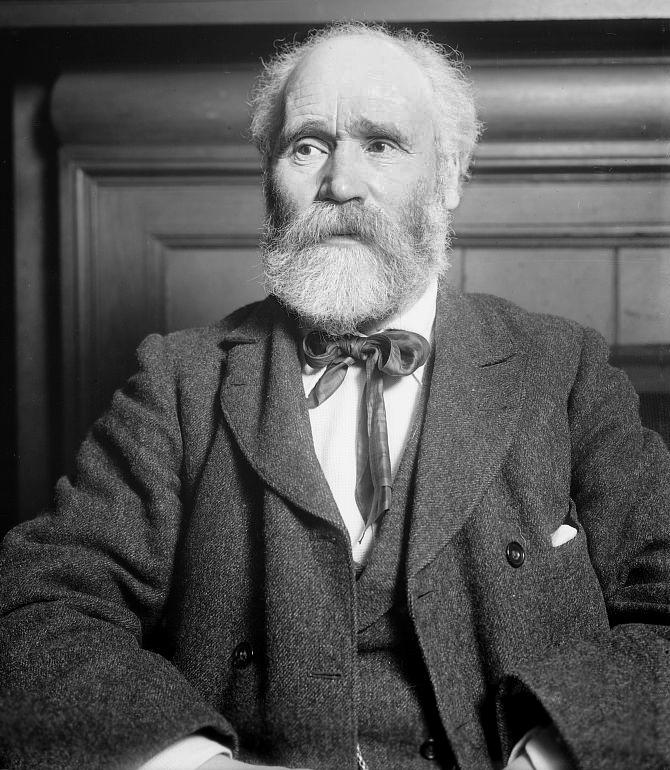
Keir Hardie arbetade med familjen Pankhurst i ett flertal politiska frågor, och blev senare mycket nära vän till Sylvia.

Pankhurst började arbeta med flera politiska organisationer, gjorde sig bemärkt för första gången som aktivist i sig själv och vann respekt i samhället. En biograf beskriver denna period som hennes "framträdande från Richards skugga". Förutom hennes arbete till förmån för kvinnlig rösträtt blev hon aktiv i Women's Liberal Federation (WLF), en sidoorganisation till Liberala partiet. Hon blev snart desillusionerad av gruppens moderata ställningstaganden, särskilt dess ovilja att stödja home rule för Irland och Archibald Primroses aristokratiska ledarskap.
Pankhurst hade under 1888 mött och blivit vän med Keir Hardie, en socialist från Skottland. År 1891 invaldes Hardie i parlamentet och två år senare medverkade han till att bilda Independent Labour Party (ILP). Pankhurst var entusiastisk över den rad frågor som ILP lovade att ge sig i kast med, och lämnade WLF för att gå med i ILP. Christabel skrev senare om sin mors entusiasm för partiet och dess organiseringsansträngningar: "I denna rörelse hoppades hon att medlet för att rätta till alla politiska och sociala missförhållanden kunde finnas."

I en av sina första aktiviteter med ILP delade Pankhurst ut mat till fattiga män och kvinnor genom Kommittén för bistånd till de arbetslösa. I december 1894 valdes hon till ledamot av fattigvårdsstyrelsen (Board of Guardians) i Chorlton-on-Medlock. Hon blev förskräckt av de förhållanden hon bevittnade med egna ögon i arbetshuset i Manchester:
| ” | Första gången jag gick in på stället blev jag förfärad över att se små flickor på sju och åtta år som låg på knä och skurade de kalla stenarna i de långa korridorerna ... bronkit var epidemiskt bland dem den mesta tiden ... Jag fick reda på att det fanns gravida kvinnor i det arbetshuset, som skurade golv och gjorde den hårdaste sortens arbete, nästan ända tills deras barn kom till världen ... Givetvis är spädbarnen mycket dåligt skyddade ... Dessa fattiga, oskyddade mödrar och deras spädbarn är jag säker på var kraftfulla faktorer i min fostran som aktivist. | „ |
| – | |   |

Pankhurst började omedelbart förändra dessa förhållanden, och etablerade sig som en framgångsrik röst för reform i fattigvårdsstyrelsen. Hennes främsta motståndare var en passionerad man vid namn Mainwaring, som var känd för sin oförskämdhet. Han insåg att hans högljudda ilska skadade hans chanser att övertala dem som var på Pankhursts sida och hade en lapp i närheten under möten, med texten "Håll dig lugn!"
Efter att ha hjälpt sin make med ännu en valkampanj, utan framgång, hamnade Pankhurst i juridiska bekymmer 1896, då hon och två män bröt mot ett domstolsbeslut mot ILP-möten i Boggart Hole Clough. Richard ställde upp utan betalning som advokat. De vägrade betala böter, och de två männen tillbringade en månad i fängelse. Bestraffningen förordnades aldrig för Pankhurst, möjligen därför att domaren fruktade en folklig motreaktion mot fängslandet av en kvinna som var så respekterad i samhället. När hon tillfrågades av en ILP-reporter om hon vore beredd att sitta i fängelse svarade Pankhurst: "O ja, absolut. Det skulle inte vara så väldigt hemskt, och det skulle vara en värdefull erfarenhet." Fastän ILP:s möten så småningom blev tillåtna, var händelsen en påfrestning för Pankhursts hälsa och orsakade förlorad inkomst för deras familj.

#### Richards död
Under kampen vid Boggart Hole Clough började Pankhursts man Richard erfara svåra buksmärtor. Han hade utvecklat ett magsår, och hans hälsa försämrades 1897. Familjen flyttade kortvarigt till Mobberley, i hoppet att lantluft skulle förbättra hans hälsotillstånd. Han kände sig snart frisk igen, och familjen återvände till Manchester på hösten. På sommaren 1898 drabbades han dock av ett plötsligt återfall. Pankhurst hade tagit med deras äldsta dotter Christabel till Corsier i Schweiz, för att besöka sin gamla vän Noémie. Ett telegram anlände från Richard, med texten: "Jag mår inte bra. Kom hem." Pankhurst lämnade Christabel hos Noémie och återvände omedelbart till England. Den 5 juli, då hon var på ett tåg från London till Manchester, lade hon märke till en tidning som tillkännagav att Richard Pankhurst var död.

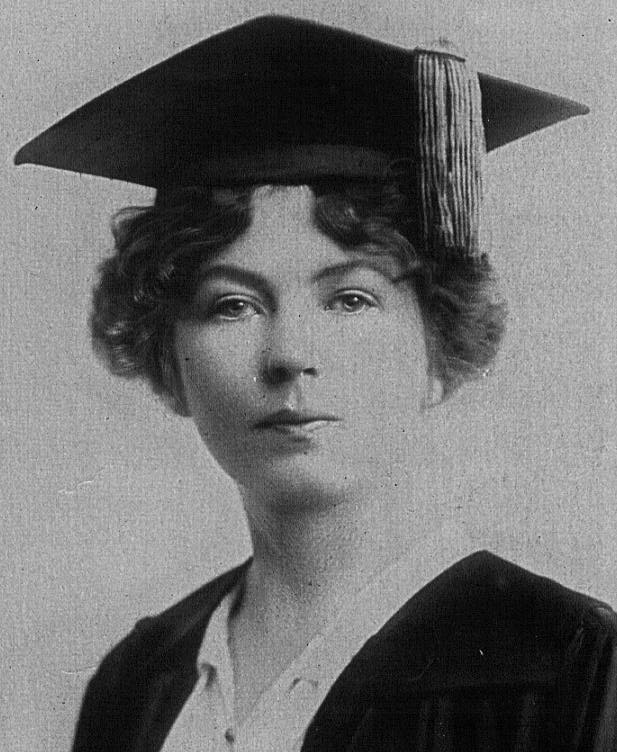
Christabel Pankhurst, som ofta kallades favoritbarnet, arbetade i nästan femton år vid sin mors sida för kvinnlig rösträtt.

När hon förlorat sin make hade Pankhurst nya förpliktelser och en betydande mängd skulder. Hon flyttade familjen till ett mindre hus, avgick från fattigvårdsstyrelsen, och gavs en betald post som registrator av födslar och dödsfall i Chorlton. Detta arbete gav henne större inblick i kvinnornas förhållanden i området. Hon skrev i sin självbiografi: "De brukade berätta sina historier för mig, en del av dem hemska historier, och alla gripande med fattigdomens tålmodiga och obeklagande känslofullhet." Hon observerade olika former av könsdiskriminering när hon registrerade födslar och dödsfall, vilket förstärkte hennes övertygelse att kvinnor behövde rösträtt innan deras förhållanden kunde förbättras. Exempelvis var tonårsmödrar tvungna att bära skammen av sina "oäkta barn", medan fäderna förblev anonyma. År 1900 valdes hon till Manchesters skolstyrelse och såg nya exempel på att kvinnor utsattes för ojämlik behandling och hade begränsade möjligheter. Under denna tid öppnade hon också sin affär på nytt, med hoppet att den skulle ge ytterligare inkomster till familjen.
Ungefär vid tiden för deras fars död, började barnen Pankhursts identiteter att framträda. Snart var de alla involverade i kampen för kvinnlig rösträtt. Christabel åtnjöt en privilegierad ställning bland döttrarna, som Sylvia noterade 1931: "Hon var vår mors favorit. Vi visste alla det, och jag, för min del, förnärmades aldrig över detta faktum." Christabel delade inte sin mors iver för politisk verksamhet, innan hon blev vän med rösträttsaktivisterna Esther Roper och Eva Gore-Booth. Hon blev snart indragen i rösträttsrörelsen och deltog tillsammans med sin mor vid politiska möten. Sylvia tog lektioner av en respekterad lokal konstnär, och fick snart stipendium till Manchester School of Art. Hon fortsatte att studera konst i Florens och Venedig. De yngre barnen, Adela och Harry, hade svårt att hitta en inriktning för sina studier. Adela skickades till en lokal internatskola, där hon var avskuren från sina vänner och ådrog sig huvudlöss. Harry hade också svårigheter i skolan. Han led av mässling och synproblem.

### Women's Social and Political Union

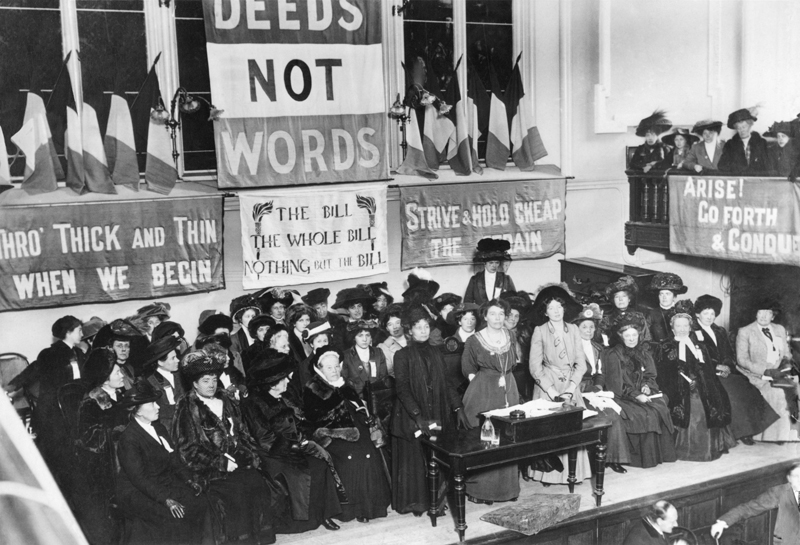
Women's Social and Political Union blev känd för sin militanta verksamhet. Pankhurst sade en gång: "Villkoren för vårt kön är så bedrövliga att det är vår plikt att bryta mot lagen för att rikta uppmärksamhet på anledningarna till att vi gör det".

År 1903 hade Pankhurst bildat sig uppfattningen att åratal av måttfulla tal och löften om kvinnlig rösträtt från parlamentsledamöter inte hade lett till några framsteg. Fastän lagförslag om rösträtt 1870, 1886, och 1897 hade sett lovande ut, blev vart och ett nedröstat. Hon tvivlade på att politiska partier, med deras många programpunkter, någonsin skulle göra kvinnlig rösträtt till en prioritet. Hon bröt till och med med ILP när det vägrade fokusera på rösträtt för kvinnor. Hon ansåg det nödvändigt att överge de tålmodiga metoder som de befintliga rösträttsgrupperna använde till förmån för mer militanta aktioner. Sålunda bildade Pankhurst och flera kollegor den 10 oktober 1903 Women's Social and Political Union (WSPU), en organisation som bara var öppen för kvinnor och fokuserade på direkt aktion för att vinna rösträtt. Hon skrev senare att "Handlingar, inte ord, skulle bli vårt permanenta motto."
Gruppens tidiga militans hade icke-våldsamma former. Förutom att hålla tal och samla påskrifter till upprop organiserade WSPU möten och gav ut ett nyhetsblad med namnet Votes for Women. Gruppen sammankallade också en serie "kvinnoparlament" som sammanföll med officiella statliga sessioner. När ett lagförslag om kvinnlig rösträtt stoppades genom filibustertaktik den 12 maj 1905 inledde Pankhurst och andra medlemmar av WSPU en högljudd protest utanför parlamentsbyggnaden. Polisen tvingade dem omedelbart iväg från byggnaden, där de omgrupperade sig och krävde att lagsförslaget skulle antas. Fastän lagförslaget aldrig återupplivades ansåg Pankhurst att händelsen var en framgångsrik av den militanta taktikens förmåga att fånga uppmärksamhet. Pankhurst förklarade 1906: "Vi är äntligen erkände som ett politiskt parti. Vi är nu med i politikens centrum och är en politisk kraft."
Snart blev samtliga hennes tre döttrar aktiva i WSPU. Christabel blev arresterad efter att ha spottat på en polis under ett möte med Liberala partiet i oktober 1905. Adela och Sylvia arresterades ett år senare under en protest utanför parlamentet. Pankhurst själv blev arresterad för första gången i februari 1908, när hon försökte gå in i parlamentet för att framföra en protestresolution till premiärminister H. H. Asquith. Hon blev anklagad för obstruktion och dömdes till sex veckors fängelse. Hon sade sin mening om förhållandena under hennes fängelsevistelse, däribland skadedjur, skralt med mat, och "den civiliserade tortyr av isolering och absolut tystnad" som hon och andra blev beordrade till. Pankhurst såg fängelse som ett medel för att ge publicitet åt att kvinnlig rösträtt var en angelägen fråga. I juni 1909 slog hon en polis två gånger i ansiktet för att se till att hon skulle bli arresterad. Totalt blev Pankhurst arresterad sju gånger innan kvinnlig rösträtt infördes. Under sin rättegång 1908 sade hon till domstolen: "Vi är här inte för att vi är lagbrytare. Vi är här i våra ansträngningar att bli lagstiftare."

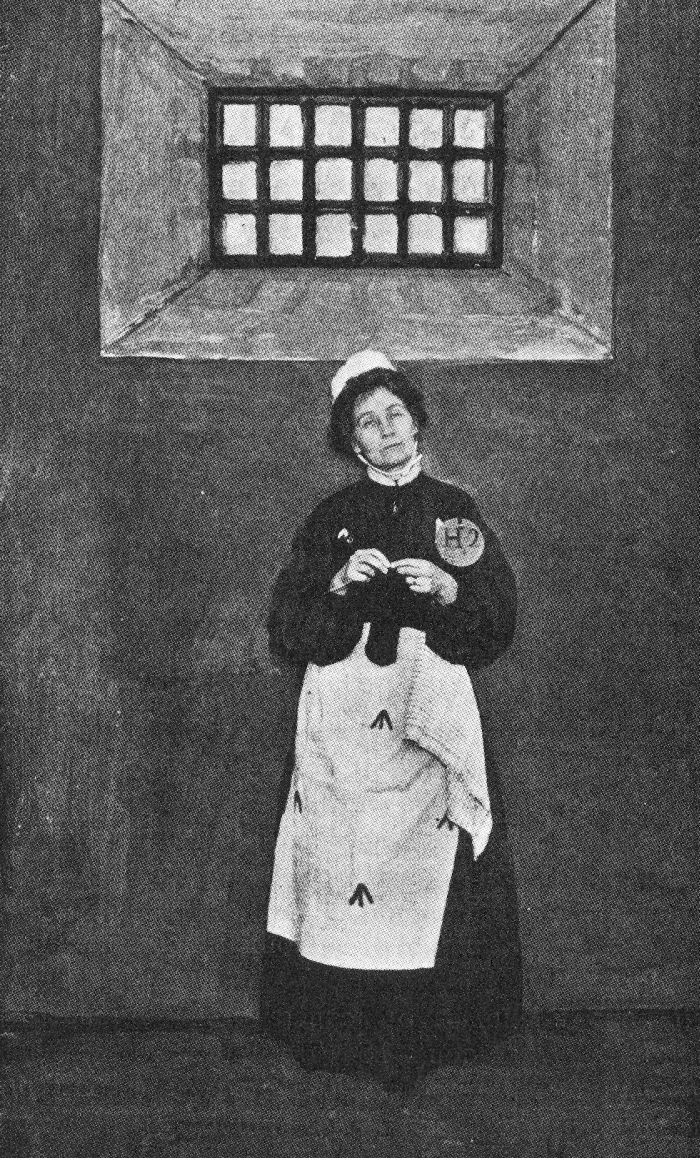
Pankhurst (i fängelsekläder) beskrev sin första tid i fängelse som "som en människa i färd med att förvandlas till ett vilt djur".

WSPU:s uteslutande fokus på rösträtt för kvinnor var ett annat kännetecken för dess militanta hållning. Medan andra organisationer gick med på att arbeta med enskilda politiska partier, insisterade WSPU på att avskilja sig från – och i många fall motsätta sig – partier som inte prioriterade kvinnlig rösträtt. Gruppen protesterade mot alla kandidater som tillhörde den sittande regeringens parti, eftersom den vägrade införa lagstiftning för kvinnlig rösträtt. Detta förde dem i omedelbar konflikt med organisatörer för Liberala partiet, särskilt då många liberala kandidater stödde kvinnlig rösträtt. (Ett tidigt mål för WSPU:s motstånd var en ung kandidat vid namn Winston Churchill. Hans motståndare tillskrev Churchills förlust delvis "de där damerna som det ibland skrattas åt".)
WSPU:s medlemmar blev ibland häcklade och förlöjligade för att de saboterade valen för liberala kandidater. Den 18 januari 1908 blev Pankhurst och hennes kollega Nellie Martel attackerade av en uteslutande manlig hop liberala anhängare som beskyllde WSPU för att ha kostat dem ett fyllnadsval nyligen till den konservativa kandidatens förmån. Männen kastade lera, ruttna ägg och stenar inpackade i snö. Kvinnorna blev slagna och Pankhursts vrist blev svårt skadad. Liknande spänningar uppstod senare med Labourpartiet. WSPU svor dock att fortsätta sin militanta aktivism tills partiledarna gjorde kvinnors rösträtt till en prioritet. Pankhurst och andra i unionen såg partipolitik som en distraktion från målet om kvinnlig rösträtt, och kritiserade andra organisationer för att de satte partilojalitet före kvinnors rösträtt.
Medan WSPU vann erkännande och ökändhet för sina aktioner, motsatte sig Pankhurst ansträngningar att demokratisera själva organisationen. År 1907 efterfrågade en liten grupp medlemmar under ledning av Teresa Billington-Greig mer deltagande från vanliga suffragetter vid unionens årsmöten. Som svar tillkännagav Pankhurst vid ett WSPU-möte att delar av organisationens stadgar som rörde beslutsfattande var ogiltiga och upphävde årsmötena. Hon krävde också att en liten kommitté utsedd av de medlemmar som var närvarande skulle tillåtas att samordna WSPU:s verksamhet. Pankhurst och hennes dotter Christabel utsågs (tillsammans med Mabel Tuke och Emmeline Pethick-Lawrence) till medlemmar av den nya kommittén. Flera medlemmar, däribland Billington-Greig och Charlotte Despard, hoppade av i frustration och bildade sin egen organisation, Women's Freedom League. I sin självbiografi från 1914 avfärdade Pankhurst kritiken mot WSPU:s ledningsstruktur:
| ” | om vid något tillfälle en medlem, eller en grupp medlemmar, förlorar tron på vår politiska linje; om någon föreslår att någon annan linje borde tillämpas i stället, eller om hon försöker röra till frågan genom att lägga till andra politikområden, upphör hon genast att vara medlem. Autokratiskt? Javisst. Men, kanske du invänder, en rösträttsorganisation borde vara demokratisk. Medlemmarna av WSPU håller inte med dig. Vi tror inte på den vanliga rösträttsorganisationens effektivitet. WSPU hindras inte av invecklade regler. Vi har ingen författning och inga stadgar, inget som det kan göras ändringar i eller mixtras med eller grälas om på ett årsmöte ... WSPU är helt enkelt en rösträttsarmé i fält. | „ |
| – | |   |

#### Taktisk intensifiering
Den 21 juni 1908 samlades 500 000 aktivister i Hyde Park för att kräva rösträtt för kvinnor. Premiärminister Asquith och ledande parlamentsledamöter svarade med likgiltighet. Förargade av denna omedgörlighet och av polisens grova metoder började en del WSPU-medlemmar utföra hårdare aktioner. Strax efter massmötet samlades tolv kvinnor på Parliament Square och försökte framföra tal för kvinnlig rösträtt. Poliser tog flera av talarna och knuffade in dem i en folkmassa av motdemonstranter som hade samlats i närheten. Två frustrerade WSPU-medlemmar – Edith New och Mary Leigh - gick till 10 Downing Street och kastade stenar mot fönstren till premiärministerns hem. De vidhöll att de hade handlat självständigt och inte på order av WSPU, men Pankhurst uttryckte sitt gillande för aktionen. När en domare dömde New och Leigh till två månaders fängelse, påminde Pankhurst domstolen om hur olika manliga politiska agitatorer under hela Storbritanniens historia hade krossat fönster för att nå juridiska och medborgerliga rättigheter.
År 1909 lades hungerstrejken till WSPU:s uppsättning motståndsmetoder. Den 24 juni arresterades 
Marion Wallace Dunlop för att ha skrivit ett utdrag från 1689 års Bill of Rights på en vägg i underhuset. Dunlop blev upprörd av förhållandena i fängelset och inledde en hungerstrejk. När detta visade sig effektivt började fjorton andra kvinnor som dömts till fängelse för att ha krossat fönster också fasta. WSPU:s medlemmar blev snart kända runt om i landet för att hålla långvariga hungerstrejker för att protestera mot sina fängelsestraff. Fängelsemyndigheterna tvångsmatade ofta kvinnorna med hjälp av slangar som stacks in i näsan eller munnen. Dessa smärtsamma metoder (vilka, när det gällde tvångsmatning genom munnen, krävde användning av munspärrar av stål för att bända upp munnen) väckte fördömanden från rösträttsaktivister och medicinska yrkesmän.
Dessa metoder skapade viss spänning mellan WSPU och mer måttfulla organisationer, som hade vuxit samman till National Union of Women's Suffrage Societies (NUWSS). Den gruppens ledare, Millicent Fawcett, hyllade ursprungligen WSPU:s medlemmar för deras mod och hängivenhet för saken. År 1912 förklarade hon dock att hungerstrejker bara var publicitetsjippon och att militanta aktivister var "de främsta hindren i vägen för rösträttsrörelsens framgång i underhuset" NUWSS vägrade att delta i en marsch med grupper för kvinnlig rösträtt efter att utan ha framgång ha krävt att WSPU skulle avsluta sitt stöd för skadegörelse. Fawcetts syster Elizabeth Garrett Anderson lämnade senare WSPU av liknande anledningar.

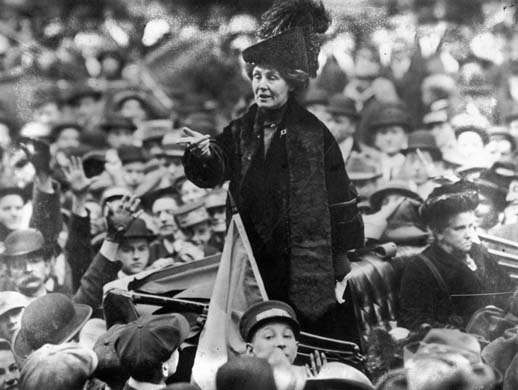
Efter att hon sålt sitt hem reste Pankhurst ständigt, och höll tal runtom i Storbritannien och USA.

Pressbevakningen var blandad. Många journalister noterade att kvinnor i massor svarade positivt på Pankhursts tal, medan andra fördömde hennes radikala infallsvinkel på frågan. Daily News uppmanade henne att rekommendera en mer måttfull inriktning, och andra tidningar fördömde WSPU-medlemmars fönsterkrossning. År 1906 omnämnde Daily Mail-journalisten Charles Hands militanta kvinnor med den diminutiva termen "suffragette" (istället för standardtermen "suffragist"). Pankhurst och hennes allierade tog till sig termen som deras egen, och använde den för att avskilja sig från måttfulla grupper.
Sista halvan av seklets första årtionde var en tid av sorg, ensamhet och ständigt arbete för Pankhurst. År 1907 sålde hon sitt hem i Manchester och inledde en kringresande livsstil, där hon flyttade från plats till plats medan hon talade och marscherade för kvinnlig rösträtt. Hon bodde hos vänner och på hotell, och bar sina fåtaliga ägodelar i resväskor. Fastän hon fick energi av kampen – och fann glädje i att ge energi åt andra – innebar hennes ständiga resande att hon var skild från sina barn, särskilt Christabel, som hade blivit nationell samordnare för WSPU. År 1909, då Pankhurst planerade en föredragsturné i USA, blev Harry förlamad efter en inflammation i ryggmärgen. Hon tvekade inför att lämna landet medan han var sjuk, men hon behövde pengar till hans behandling och turné såg ut att bli inkomstbringande. Sedan hon återvänt från en framgångsrik turné satt hon vid Harrys bädd när han dog den 5 januari 1910. Fem dagar senare begravde hon sin son, och talade sedan inför 5 000 personer i Manchester. Anhängare till Liberala partiet som hade kommit för att häckla henne höll sig tysta under hennes tal.
När 'Abdu'l-Bahá, ledaren för bahá'í-tron, besökte London i december 1912 träffade han Emmeline och uppmuntrade henne att använda icke-våldsmetoder och iaktta återhållsamhet i sin strävan att hjälpa kvinnor få rättmätig plats i världen.

#### Förlikning, tvångsmatning och mordbrand
Efter liberalernas förluster i valen i januari och december 1910 medverkade ILP-medlemmen och journalisten Henry Brailsford till att organisera en medlingskommitté för kvinnlig rösträtt, som samlade 54 parlamentsledamöter från olika partier. Kommitténs Conciliation bill begränsades till en mindre grupp välbärgade kvinnor, men sågs ändå som en betydelsefull möjlighet för kvinnlig rösträtt. Därför gick WSPU med på att upphäva sitt stöd för fönsterkrossning och hungerstrejker medan förslaget förhandlades. När det blev klart att lagförslaget inte skulle gå igenom förklarade Pankhurst: "Om lagförslaget, trots våra ansträngningar, dödas av regeringen, då... måste jag säga att det är slut på stilleståndet." När lagförslaget föll ledde Pankhurst en protestmarsch med 300 kvinnor till Parliament Square den 18 november. De möttes av ett aggressivt svar från polisen, lett av inrikesministern Winston Churchill: poliserna slog demonstranterna, vred om armar och drog i kvinnors bröst. Fastän Pankhurst tilläts inträda i parlamentet vägrade premiärminister Asquith att möta henne. Händelsen blev känd som "svarta fredagen" (Black Friday).

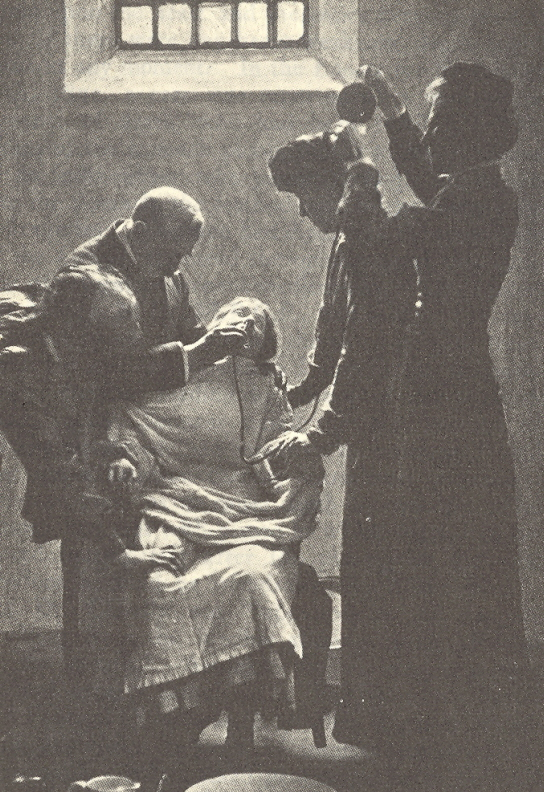
Pankhurst blev förskräckt av skriken från kvinnor som tvångsmatades under hungerstrejker. I sin självbiografi skrev hon: "Jag kommer aldrig så länge jag lever att glömma det lidande jag upplevde under dagarna då de skriken ringde i mina öron."

När påföljande conciliation bills framlades förespråkade WSPU:s ledare avbrott i de militanta metoderna. I mars 1912 var den andra billen dock i fara och Pankhurst deltog i ett nytt utbrott av fönsterkrossning. Den omfattande skadegörelsen ledde till att polisen gjorde en räd mot WSPU:s kontor. Pankhurst och Emmeline Pethick-Lawrence ställdes inför rätta vid Old Bailey och fälldes för stämpling till skadegörelse. Christabel, som 1912 var chefssamordnare för organisationen, blev också efterlyst av polisen. Hon flydde till Paris, där hon ledde WSPU:s strategi i exil. I  Holloway Prison genomförde Pankhurst sin första hungerstrejk för att förbättra villkoren för andra suffragetter i celler i närheten. Snart följdes hennes exempel av Pethick-Lawrence och andra medlemmar av WSPU. Hon beskrev i sin självbiografi det trauma som orsakades av tvångsmatning under hungerstrejken: "Holloway blev en skräckens och tortyrens plats. Vämjeliga våldsscener ägde rum nästan varje timme på dagen, då läkarna gick från cell till cell och utförde sin ohyggliga syssla." När fängelsepersonal försökte gå in i hennes cell höjde Pankhurst en lerkruka över sitt huvud och utropade: "Om någon av er vågar ta så mycket som ett steg i denna cell ska jag försvara mig."
Pankhurst besparades fler försök till tvångsmatning efter denna händelse, men fortsatte att bryta mot lagen och – när hon satt i fängelse – svälta sig själv i protest. Under de två följande åren blev hon arresterad många gånger, men släpptes ofta efter några dagar på grund av sin dåliga hälsa. Senare införde regeringen Asquith den så kallade Cat and Mouse Act, som tillät liknande frigivningar för andra suffragetter som stod inför ohälsa på grund av hungerstrejker. Fängelsepersonalen insåg den potentiella PR-katastrof som skulle utbryta om den populära ledaren för WSPU blev tvångsmatad eller tilläts lida svårt i fängelset. Ändå arresterade polisen henne när hon höll tal och när hon demonstrerade. Hon försökte undkomma polisens trakasserier genom att bära förklädnader och anställde så småningom en kvinnlig livvakt som hade tränat jujutsu. Hon och andra ledsagare blev måltavlor för polisen, vilket ledde till våldsamma handgemäng när konstaplar försökte gripa Pankhurst.
År 1912 lade WSPU:s medlemmar sig till med mordbrand som en ytterligare metod för att uppnå rösträtt. Efter att premiärminister Asquith hade besökt Theatre Royal i Dublin anlade en suffragettaktivist en eld som orsakade mycket liten skada. Under de två följande åren satte kvinnor eld på en servering i Regents Park, ett orkidéhus i Kew Gardens, postlådor och en järnvägsvagn. Fastän Pankhurst fastslog att dessa kvinnor inte hade blivit beordrade av henne eller Christabel, försäkrade de båda allmänheten att de stödde de suffragetter som utförde mordbränder. Andra mer drastiska former av aktivism visade sig också runtom i landet. Exempelvis lade en WSPU-medlem en liten yxa i premiärministerns vagn, med orden "Votes for Women" (rösträtt för kvinnor) inristade. Andra suffragetter använde syra för att bränna in slagordet på golfbanor som användes av parlamentsledamöter. År 1914 skar Mary Richardson upp Diego Velázquez målning Venus och Cupido i protest mot fängslandet av Pankhurst.
En av de mest uppmärksammade rättegångarna ägde rum den 3 april 1913, då Pankhurst befanns skyldig att ha uppmuntrat sina anhängare att placera sprängmedel utanför den dåvarande finansministern David Lloyd Georges bostad. Pankhurst dömdes till tre års fängelse.

#### Avhopp och avskedande
När WSPU godkände skadegörelse lämnade flera viktiga medlemmar organisationen. Den första var Emmeline Pethick-Lawrence och hennes make Frederick. De hade länge varit väsentliga medlemmar av gruppens ledning, men hamnade i konflikt med Christabel om det lämpliga i sådana vågade metoder. När de kom tillbaka från en semesterresa till Kanada upptäckte de att Pankhurst hade uteslutit dem från WSPU. Paret tyckte att beslutet var förfärligt, men för att undvika splittring i rörelsen fortsatte de offentligt att prisa Pankhurst och organisationen. Omkring samma tidpunkt lämnade Pankhursts dotter Adela gruppen. Hon ogillade WSPU:s godkännande av skadegörelse och ansåg att det var nödvändigt att lägga större vikt vid socialism. Adelas relation med sin familj – särskilt Christabel – blev också påfrestad som en följd av detta.

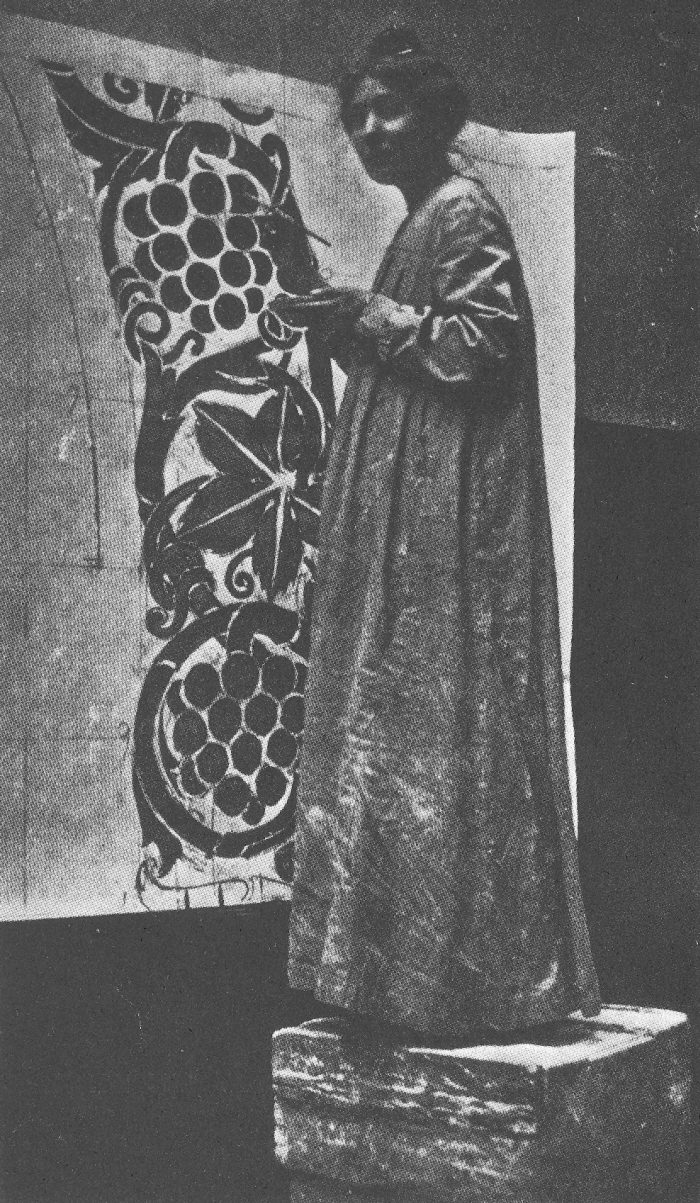
Efter att ha blivit utesluten ur WSPU kände sig Pankhursts dotter Sylvia "sårad, som man gör när man medan man slåss mot den yttre fienden blir slagen av vännen på insidan".

Den djupaste sprickan i familjen Pankhurst kom i november 1913, då Sylvia talade vid ett möte med socialister och fackföreningsfolk till stöd för arbetarledaren Jim Larkin. Hon hade arbetat med East London Federation of Suffragettes (ELFS), en lokal gren av WSPU som hade en nära relation till socialister och fackföreningar. Den nära förbindelsen med arbetargrupper och Sylvias framträdande på scenen med Frederick Pethick-Lawrence, som också höll tal, övertygade Christabel om att hennes syster höll på att organisera en grupp som kunde utmana WSPU i rösträttsrörelsen. Tvisten blev offentlig, och medlemmar av grupper som WSPU, ILP och ELFS beredde sig på en uppgörelse.

I januari kallades Sylvia till Paris, där Pankhurst och Christabel väntade. Deras mor hade just kommit tillbaka från ännu en turné i USA, och Sylvia hade just släppts från fängelset. Alla tre var utmattade och stressade, vilket bidrog betydligt till spänningen. I sin bok The Suffrage Movement från 1931 beskriver Sylvia Christabel som en oresonlig person, som predikade för henne för att hon vägrade följa WSPU:s linje:
Hon vände sig mot mig. "Du har dina egna idéer. Vi vill inte ha det. Vi vill att alla våra kvinnor ska följa sina order och gå i takt som en armé!" Jag var för trött och för sjuk för att säga emot och svarade henne inte. Jag var nedtryckt av en känsla av tragedi, bedrövad av hennes skoningslöshet. Hennes glorifiering av envälde tycktes mig mycket fjärran från den kamp som vi utkämpade, den grymma striden som ännu fortgick i cellerna. Jag tänkte på många andra som hade skjutits åt sidan för någon liten skiljaktighets skull.

Med deras moders välsignelse beordrade Christabel Sylvias grupp att skilja sig från SPU. Pankhurst försökte övertala ELFS att ta bort ordet "suffragettes" från sitt namn, eftersom det var oupplösligen förbundet med WSPU. När Sylvia vägrade växlade hennes mor till våldsam ilska i ett brev:
Du är oresonlig, har alltid varit det & jag fruktar kommer alltid att vara. Jag antar att du skapades sådan! ... Om du hade valt ett namn som vi kunde godta kunde vi ha gjort mycket för att lansera dig & göra reklam för din förening med namn. Nu måste du ta ditt eget sätt att göra det. Jag är ledsen men du skapar dina egna svårigheter genom en oförmåga att se på situationer från andra människors synvinkel förutom din egen. Kanske kommer du med tiden att lära dig de läxor som vi alla måste lära oss i livet.
Adela, som var arbetslös och osäker på sin framtid, hade också blivit ett bekymmer för Pankhurst. Hon bestämde att Adela skulle flytta till Australien, och betalade för hennes flyttning. De möttes aldrig mer.

### Första världskriget
När första världskriget började i augusti 1914 var Pankhurst och Christabel ense om att hotet från Tyskland var en fara för hela mänskligheten och att den brittiska regeringen behövde alla medborgares stöd. De övertalade WSPU att stoppa alla militanta aktiviteter tills striderna i kontinentala Europa avslutades. Det var inte tid för meningsskiljaktigheter eller agitation. Christabel skrev senare: "Detta var nationell stridbarhet. Som rösträttsaktivister kunde vi inte vara pacifister för allt i världen." Ett stillestånd med regeringen upprättades, alla fängslade WSPU-medlemmar frigavs, och Christabel återvände till London. Pankhurst och Christabel satte WSPU i rörelse till förmån för krigsinsatsen. I sitt första tal efter att hon kommit tillbaka till Storbritannien varnade Christabel för den "tyska faran". Hon uppmanade de församlade kvinnorna att efterbilda sina franska systrar, som medan männen var i krig "förmår hålla landet igång, samla in skörden, hålla igång industrierna". Pankhurst uppmanade män att anmäla sig till tjänst vid fronten.

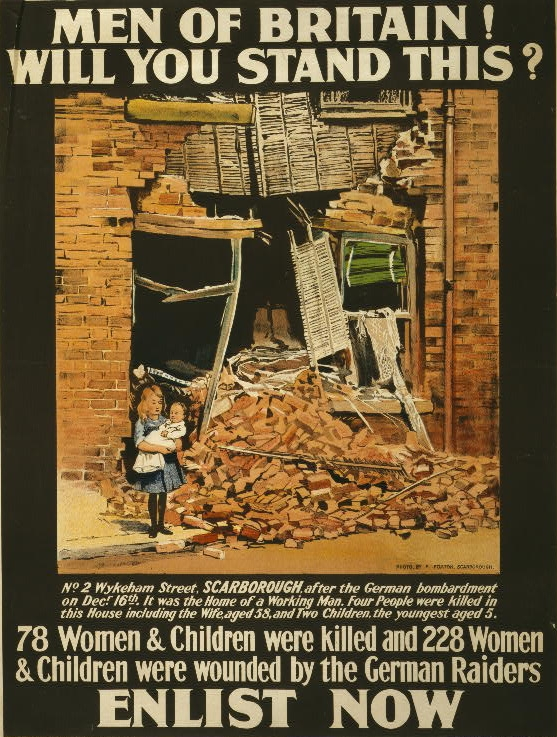
Pankhurst ansåg att den risk som under första världskriget utgjordes av vad hon kallade den "Tyska Faran" vägde tyngre än behovet av kvinnlig rösträtt. "När tiden kommer ska vi återuppta den kampen," sade hon, "men för närvarande måste vi göra allt vårt bästa för att bekämpa en gemensam fiende."

Sylvia och Adela delade inte sin mors entusiasm för kriget. Som inbitna pacifister förkastade de WSPU:s stöd för regeringen. Sylvias socialistiska perspektiv övertygade henne att kriget var ännu ett exempel på kapitalistiska oligarker som exploaterade fattiga soldater och arbetare. Adela talade mot kriget i Australien och offentliggjorde sitt motstånd mot  värnplikt. I ett kort brev sade Pankhurst till Sylvia: "Jag skäms över att få veta var du och Adela står." Hon hade liknande bristande tålamod med meningsskiljaktigheter inom WSPU. När den långvariga medlemmen Mary Leigh ställde en fråga under ett möte i oktober 1915 svarade Pankhurst: "Den kvinnan är tyskvän och borde lämna salen. ... Jag fördömer dig som tyskvän och hoppas få glömma att en sådan person någonsin existerade." En del medlemmar av WSPU blev upprörda över denna plötsliga stränga hängivenhet för regeringen, ledningens upplevda övergivande av ansträngningar att uppnå rösträtt för kvinnor, och frågor om hur tillgångar som samlats in till förmån för rösträtt hanterades med tanke på organisationens nya fokus. Två grupper bröt sig ur WSPU: The Suffragettes of the Women's Social and Political Union (SWSPU) och The Independent Women's Social and Political Union (IWSPU), vardera inriktade på att upprätthålla trycket för kvinnlig rösträtt.
Pankhurst lade samma energi och beslutsamhet som hon tidigare hade ägnat åt kvinnlig rösträtt på patriotiskt befrämjande av krigsinsatsen. Hon organiserade massmöten, turnerade ständigt och höll tal, och bearbetade regeringen till att förmå kvinnor att förvärvsarbeta medan männen var i krig utomlands. En annan fråga som bekymrade henne mycket vid denna tid var den svåra situationen för så kallade krigsbarn, barn som fötts av ensamma mödrar vars fäder var vid fronten. Pankhurst upprättade ett adoptionshem i Campden Hill som utformades för att använda Montessoripedagogik. En del kvinnor kritiserade Pankhurst för att hon erbjöd hjälp till föräldrar till barn som fötts utanför äktenskapet, men hon förklarade upprört att barnens välfärd var hennes enda intresse. Hon hade sett barns lidande med egna ögon som ledamot av fattigvårdsstyrelsen. På grund av bristande tillgångar överlämnades hemmet snart till prinsessan Alice. Pankhurst adopterade själv fyra barn som hon gav de nya namnen Kathleen King, Flora Mary Gordon, Joan Pembridge och Elizabeth Tudor. De bodde i London, där hon – för första gången på många år – hade en permanent bostad i Holland Park. När hon tillfrågades hur hon, vid 57 års ålder och utan fast inkomst, kunde ta på sig bördan att uppfostra ytterligare fyra barn, svarade Pankhurst: "Kära du, det förvånar mig att jag inte tog fyrtio."

#### Delegation till Ryssland och Women's Party
Pankhurst besökte Nordamerika 1916 tillsammans med Čedomilj Mijatović, tidigare utrikesminister i Serbien, vars nation hade varit i stridernas centrum vid krigets början. De reste runt i USA och Kanada, samlade in pengar och uppmanade ländernas regeringar att stödja Storbritannien och dess allierade. Två år senare, efter att USA gått med i kriget, återvände Pankhurst till USA och uppmanade suffragetterna där – som inte hade lagt ned sina militanta aktiviteter – att stödja krigsinsatsen genom att lägga åt sidan aktiviteter rörande rösträtt. Hon talade också om sin fruktan för ett kommunistiskt uppror, som hon såg som ett allvarligt hot mot Rysslands demokrati.
I juni 1917 hade ryska revolutionen stärkt bolsjevikerna, som förespråkade ett slut på kriget. Översättningen av Pankhursts självbiografi hade blivit mycket läst i Ryssland, och hon såg en möjlighet att utöva påtryckningar på det ryska folket. Hon hoppades att övertyga dem om att inte godta Tysklands villkor för fred, som hon såg som ett potentiellt nederlag för Storbritannien och Ryssland. Den brittiske premiärministern David Lloyd George gick med på att stödja hennes resa till Ryssland, vilken hon genomförde i juni. Hon sade inför en folkmassa: "Jag kom till Petrograd med en bön från den engelska nationen till den ryska nationen, att ni ska fortsätta det kriget som civilisationens och frihetens ansikte är beroende av." Reaktionerna i pressen var delade mellan vänster och höger. Vänstern utmålade henne som ett verktyg för kapitalismen, medan högern prisade hennes hängivna patriotism.
I augusti mötte hon den ryske premiärministern Aleksandr Kerenskij. Fastän hon tidigare hade varit aktiv i det socialistiskt orienterade partiet ILP hade Pankhurst börjat se vänsterpolitik som obehaglig. Denna attityd blev mer intensiv när hon var i Ryssland. Mötet var obekvämt för båda parterna. Han kände att hon inte förmådde fullständigt förstå den klassbaserade konflikt som drev den dåtida ryska politiken. Han avslutade genom att tala om för henne att engelska kvinnor inte hade något att lära kvinnor i Ryssland. Hon sade senare till New York Times att han var "nutidens största bluff" och att hans regering kunde "förstöra civilisationen".
När hon kom tillbaka från Ryssland blev Pankhurst glad att se att kvinnors rösträtt äntligen höll på att bli verklighet. 1918 års folkrepresentationsakt (Representation of the People Act) tog bort egendomsgränserna för mäns rösträtt, och gav rösträtt åt kvinnor över 30 år (med flera inskränkningar). Medan rösträttsaktivisterna firade och förberedde sig inför att lagen snart skulle antas, utbröt en ny brytning: skulle kvinnors politiska organisationer slå sig ihop med dem som bildats av män? Många socialister och moderata aktivister förespråkade könens enighet i politiken, men Pankhurst och Christabel såg det bästa hoppet i att förbli åtskilda. De återskapade WSPU som Women's Party ("Kvinnopartiet"), som fortfarande bara var öppet för kvinnor. Kvinnor, sade de, "kan bäst tjäna nationen genom att hålla sig borta från mäns partipolitiska maskineri och traditioner, vilka, som alla är överens om, lämnar så mycket annat att önska". Partiet förespråkade jämlik äktenskapslagstiftning, lika lön för lika arbete och lika arbetsmöjligheter för kvinnor. Men dessa var frågor för tiden efter kriget. Medan striderna fortsatte krävde Women's Party ingen kompromiss i att besegra Tyskland, avsked ur regeringen för alla med släktband till Tyskland eller pacifistiska åsikter samt kortare arbetstid för att avvärja strejker. Denna sista punkt i partiets plattform var ämnad att motverka potentiellt intresse för bolsjevismen, som Pankhurst blev mer och mer orolig för.

### Aktiviteter efter kriget

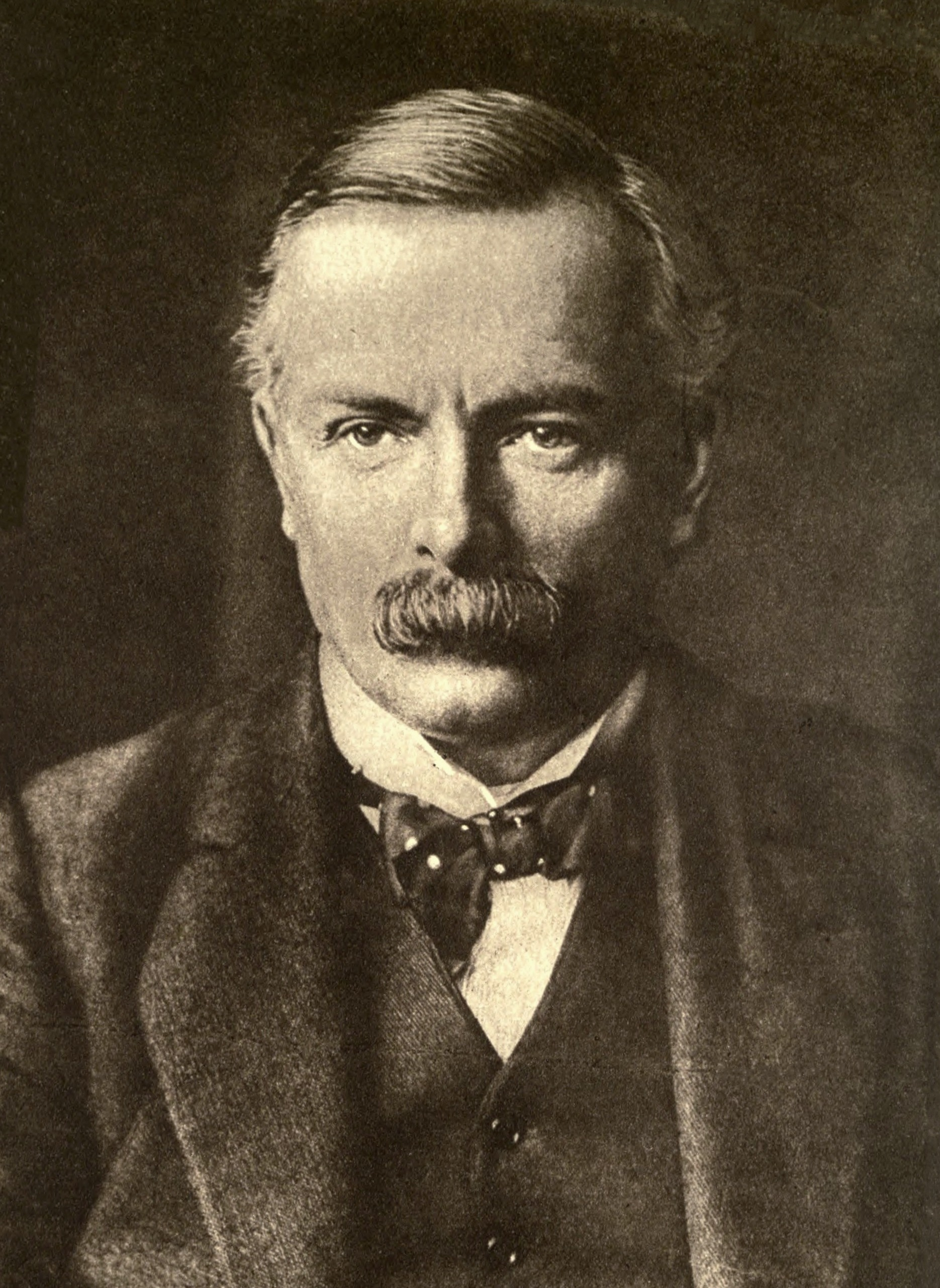
Den brittiske premiärministern David Lloyd George prisade Pankhurst och Women's Party: "De har bekämpat det bolsjevikiska och pacifistiska elementet med stor skicklighet, ihärdighet och djärvhet."

Under åren efter vapenstilleståndet 1918 fortsatte Pankhurst att framföra sin  nationalistiska vision om brittisk enighet. Hon behöll fokus på kvinnors makt, men hennes dagar av strider mot statsapparaten var över. Hon försvarade det Brittiska imperiets existens och utsträckning: "Vissa talar om Imperiet och imperialismen som om det vore något att fördöma och något att skämmas över. Det är en stor sak att vara arvtagare av ett imperium som vårt ... stort i territorium, stort i potentiell rikedom ... Om vi bara kan förverkliga och använda den potentiella rikedomen kan vi därigenom förstöra fattigdomen, vi kan avlägsna och förstöra okunskapen...." I flera år reste hon omkring i England och Nordamerika för att samla stöd för det brittiska imperiet och varna åhörarna för bolsjevismens faror.
Pankhurst blev också aktiv i politiskt kampanjarbete igen när ett lagförslag antogs som tillät kvinnor att kandidera till underhuset. Många medlemmar av Women's Party uppmanade Pankhurst att kandidera, men hon fasthöll att Christabel var ett bättre val. Hon förde outtröttligt kampanj för sin dotter, bearbetade premiärminister Lloyd George för att få hans stöd och höll vid ett tillfälle ett passionerat tal i regnet. Christabel förlorade med mycket liten marginal mot Labourpartiets kandidat, och omräkningen visade en skillnad på 775 röster. En biograf kallade det "den bittraste besvikelsen i Emmelines liv". 
Women's Party vittrade bort kort efteråt.
Som en följd av hennes många resor till Nordamerika blev Pankhurst förtjust i Kanada, och hävdade i en intervju att "det tycks finnas mer jämlikhet mellan män och kvinnor [där] än i något annat land som jag känner till". År 1922 ansökte hon om kanadensiskt medborgarskap och hyrde ett hus i Toronto, dit hon flyttade med sina fyra adoptivbarn. Hon blev aktiv i Canadian National Council for Combating Venereal Diseases (CNCCVD), som arbetade mot den sexuella dubbelmoral som Pankhurst ansåg som särskilt skadlig för kvinnor. Under en rundtur i Bathurst visade borgmästaren en ny byggnad som skulle bli Hemmet för fallna kvinnor. Pankhurst svarade: "Ah! Var är ert Hem för fallna män?" Snart blev hon dock trött på Kanadas långa vintrar och fick slut på pengar. Hon återvände till England i slutet av 1925.
När hon var tillbaka i London fick Pankhurst besök av Sylvia, som inte hade träffat sin mor på åratal. Deras politiska åsikter var nu mycket olika, och Sylvia levde - ogift - med en italiensk anarkist. Sylvia beskrev en stund av familjelycka när de möttes, åtföljt av en sorglig distans mellan dem. Pankhursts adoptivdotter Mary mindes dock mötet annorlunda. Enligt hennes version ställde Pankhurst ned sin tekopp och gick under tystnad ut ur rummet, där Sylvia grät. Christabel hade konverterat till adventismen och ägnade en stor del av sin tid åt kyrkan. Den brittiska pressen gjorde sig ibland lustig över de olika vägar som togs av medlemmarna av den tidigare så oskiljaktiga familjen.
År 1926 gick Pankhurst med i Konservativa partiet och ställde två år senare upp som parlamentskandidat i Whitechapel. Hennes omvandling från ivrig anhängare av ILP och fönsterkrossande radikal till officiell medlem av Konservativa partiet förvånade många. Hon svarade kortfattat: "Mina krigserfarenheter och mina erfarenheter på andra sidan Atlanten har ändrat mina åsikter avsevärt." Hennes levnadstecknare vidhåller att steget hade en mer sammansatt bakgrund. Hon var hängiven ett program för kvinnors ökade makt och antikommunism. Både Liberalerna och Labour hade ett horn i sidan till henne på grund av hennes arbete mot dem inom WSPU, och de konservativa hade varit framgångsrika efter kriget. Pankhursts medlemskap i Konservativa partiet kan ha haft lika mycket att göra med politisk opportunism som med ideologi.

### Sjukdom och död
Pankhursts parlamentsvalkampanj förekoms av hennes ohälsa och en slutlig skandal rörande Sylvia. Åren av turnerande, föredrag, fängelsevistelser och hungerstrejker hade tagit ut sin rätt. Trötthet och sjukdom blev en regelbunden del av Pankhursts liv. Än mer smärtsam var nyheten i april 1928 att Sylvia hade fött ett utomäktenskapligt barn. Hon hade givit barnet namnet Richard Keir Pethick Pankhurst, till minne av sin far, sin kamrat i ILP respektive sina kollegor från WSPU. Pankhurst blev än mer chockad av att se ett reportage från en tidning i USA som uppgav att "Miss Pankhurst" – en titel som vanligen bara användes för Christabel – skröt om att hennes barn var en triumf för "eugenik", eftersom båda föräldrarna var friska och intelligenta. I artikeln talade Sylvia också om sin åsikt att "äktenskap utan juridisk förening" var det mest förnuftiga valet för frigjorda kvinnor. Dessa förolämpningar mot den sociala värdighet som Pankhurst alltid hade satt värde på förkrossade den åldrade kvinnan. Saken blev än värre av att många trodde att "Miss Pankhurst" i tidningsrubriker syftade på Christabel. Efter att ha hört nyheten grät Pankhurst i en hel dag enligt okända källor. Hennes valkampanj tog slut med skandalen.
Medan hennes hälsa försämrades flyttade Pankhurst in på ett vårdhem i Hampstead. Hon efterfrågade att hon skulle behandlas av den läkare som vårdade henne under hennes hungerstrejker. Hans användning av magpumpning hade hjälpt henne att må bättre i fängelset. Hennes sköterskor var säkra på att chocken av en sådan behandling skulle skada henne svårt, men Christabel kände sig förpliktigad att utföra sin mors önskan. Innan proceduren kunde utföras hamnade hon i ett kritiskt tillstånd som ingen förväntade sig att hon skulle återhämta sig från. På torsdagen den 14 juni 1928 dog Pankhurst.

## Eftermäle

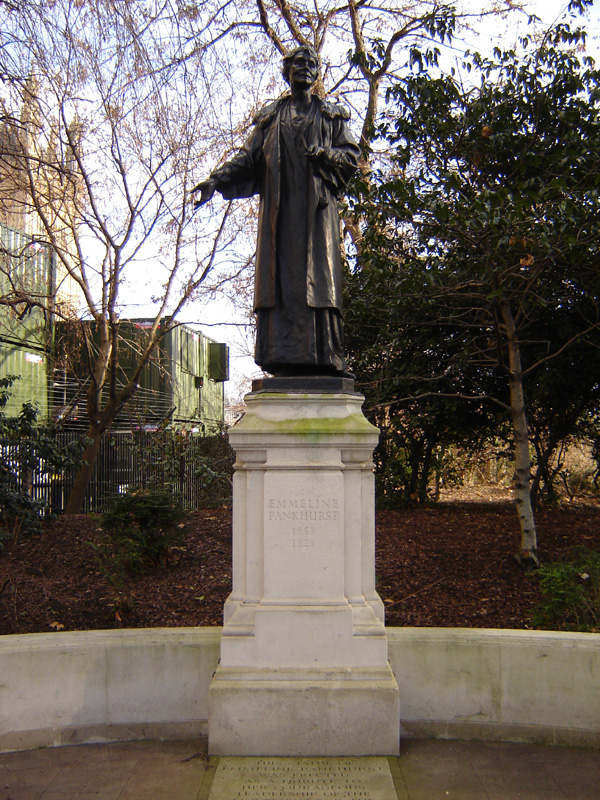
Statyn över Pankhurst restes ovanligt snabbt, som noterades av New York Times: "Samtidigt som övergången från martyrskap till skulpterade minnesmärken är bekant, har processen i fru Pankhursts fall varit ovanligt kort."

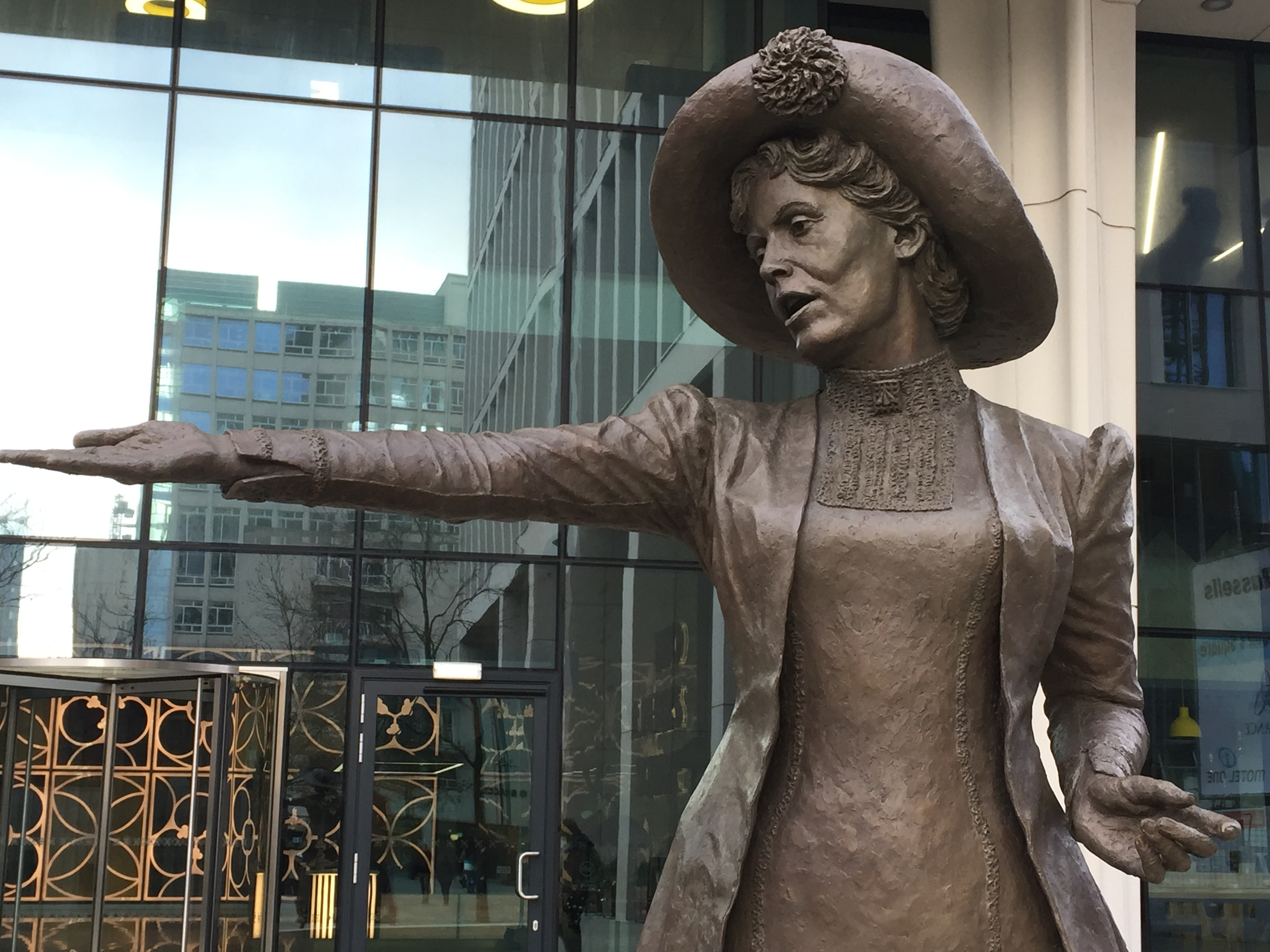
Staty av Emmeline Pankhurst, skapad av Hazel Reeves, på St Peter's Square i Manchester, rest 2018

Nyheten om Pankhursts död meddelades runtom i landet, och i stor utsträckning i Nordamerika. Hennes begravning den 18 juni var fylld med tidigare kollegor från WSPU och de som hade arbetat tillsammans med henne i olika egenskaper. Daily Mail beskrev processionen som "likt en död general i mitten av en sörjande armé". Kvinnor bar WSPU:s skärp och flor, och organisationens flagga bars jämte unionsflaggan. Christabel och Sylvia framträdde tillsammans vid gudstjänsten, den senare med sitt barn. Adela deltog inte. Pressbevakningen runtom i världen erkände hennes outtröttliga arbete för kvinnors rösträtt - även om de inte var överens om värdet av hennes bidrag. New Yorks Herald Tribune kallade henne "den mest anmärkningsvärda politiska och sociala agitatorn under den tidiga delen av 1900-talet och den överlägsna förkämpen i kampanjen för kvinnors rösträtt".
Kort efter begravningen började en av Pankhursts livvakter från tiden i WSPU, Katherine Marshall, samla in medel till en minnesstaty av suffragettledaren. På våren 1930 bar hennes ansträngningar frukt, och den 6 mars avtäcktes statyn i Victoria Tower Gardens. En folkmassa bestående av radikaler, före detta suffragetter och nationella dignitärer samlades då förre premiärministern Stanley Baldwin presenterade minnesmärket för allmänheten. I sitt tal förklarade Baldwin: "Jag säger utan rädsla för motsägelse, att vilken syn eftervärlden än må ha, har fru Pankhurst erövrat en nisch i Berömmelsens Tempel som kommer att vara för alltid." Sylvia var den enda av Pankhursts döttrar som närvarade. Christabel, som var på rundresa i Nordamerika, skickade ett telegram som lästes upp. Medan hon planerade dagordningen hade Marshall avsiktligt uteslutit Sylvia, som enligt hennes uppfattning hade påskyndat Pankhursts död.
Under 1900-talet har Pankhursts värde för rörelsen för kvinnlig rösträtt debatterats passionerat, och ingen konsensus har uppnåtts. Hennes döttrar Sylvia och Christabel gjorde sitt till med böcker om sin tid i kampen, den ena hånfull och den andra hyllande. Sylvias bok The Suffrage Movement från 1931 beskriver Pankhursts politiska skifte i början av första världskriget som början av ett svek mot familjen (särskilt hennes far) och rörelsen. Den satte tonen för mycket av den socialistiska och aktivistiska historieskrivningen om WSPU, och befäste i synnerhet Pankhursts rykte som oresonlig envåldshärskare. Christabels Unshackled: The Story of How We Won the Vote, som gavs ut 1959, utmålar hennes mor som en extremt generös och osjälvisk person, som offrade sig fullständigt för de mest ädla syften. Den gav en välvillig motsvarighet till Sylvias attacker, och fortsatte den polariserade diskussionen. Oengagerad och objektiv bedömning har sällan ingått i historieskrivningen om Pankhurst.
Sentida biografier visar att historiker är oense om huruvida Pankhursts militanta hållning hjälpte eller skadade rörelsen, men det råder allmän enighet om att WSPU höjde den allmänna medvetenheten om rörelsen på sätt som visade sig väsentliga. Baldwin jämförde henne med Martin Luther och Jean-Jacques Rousseau: individer som inte var sum total av de rörelser som de deltog i, men som likväl spelade avgörande roller i kamper för social och politisk reform. I Pankhursts fall skedde denna reform både på avsiktliga och oavsiktliga sätt. Genom att trotsa rollerna som hustru och mor som den fogliga följeslagerska beredde Pankhurst vägen för feminister som senare skulle fördöma hennes stöd för imperiet och för konservativa sociala värderingar.
Hennes betydelse för Storbritannien visades åter 1929, när en målning av Pankhurst tillfördes National Portrait Gallery. Sången "Sister Suffragette" i Disneyfilmen Mary Poppins (1964) lyder: "Take heart for Mrs. Pankhurst has been clapped in irons again!" BBC dramatiserade hennes liv i miniserien Shoulder to Shoulder (1974), med den walesiska skådespelaren Siân Phillips i rollen som Emmeline Pankhurst. År 1987 öppnades ett av hennes hem i Manchester som Pankhurst Centre, en träffpunkt och museum för kvinnor. 2015 spelades rollen som Pankhurst av Meryl Streep i filmen Suffragette.
Efter en allmän röstning beslöts att en staty över henne skull resas i Manchester. Den skapades av Hazel Reeves och invigdes i december 2018.